# Nazionale maschile di hockey su ghiaccio della Repubblica Democratica Tedesca
La nazionale di hockey su ghiaccio maschile della Repubblica Democratica Tedesca (o Germania Est) è stata la selezione maschile che ha rappresentato la Repubblica Democratica Tedesca nelle competizioni internazionali di hockey su ghiaccio durante la sua esistenza.
La squadra, in particolare, è esistita dal 1951 al 1990, anno della riunificazione tedesca. Ha conquistato una medaglia di bronzo al campionato del mondo di hockey su ghiaccio 1966, e - tra le competizioni minori - un oro ed un argento al Trofeo Thayer Tutt, rispettivamente nel 1984 e nel 1980.